# 파사딕
파사딕은 대한민국의 가수다. 2017년 EP 《Surf》로 데뷔했다.

## 방송
- 쇼미더머니 10 (2021) - Top56